# Дзензерский, Денис Викторович
Денис Викторович Дзензерский (укр. Денис Вікторович Дзензерський; род. 22 декабря 1978, Днепропетровск) — украинский политический деятель, народный депутат Украины VII созыва от Всеукраинского объединения «Батькивщина» и VIII созыва от «Народного фронта», бизнесмен.

## Ранние годы и образование
Родился 22 декабря 1978 года в Днепропетровске в семье украинского промышленного деятеля и учёного, героя Украины Виктора Александровича Дзензерского.
В 1995 году окончил среднюю школу № 1 в г. Днепропетровск и поступил на экономический факультет в Приднепровскую государственную академию строительства и архитектуры.
В 2000 году получил диплом магистра по специальности «Экономика предприятия» Приднепровской Государственной Академии строительства и архитектуры.
В старших классах (1993—1995) с целью совершенствования языковых навыков проходил обучение в Германии. Свободно владеет английским и немецким языками.

## Карьера
В 1997 году начал трудовую деятельность экономистом планово-экономического отдела научно-промышленной корпорации «ИСТА», которая в 2002 году трансформировалась в международную научно-промышленную корпорацию «ВЕСТА».
2002—2003 — вице-президент по экономике МНПК «ВЕСТА»;
2003—2006 — заместитель председателя правления по экономике ЗАО «ВЕСТА-ДНЕПР»;
2006—2006 — вице-президент по вопросам экономики ЗАО «ВЕСТА-ДНЕПР»;
2006—2010 — первый вице-президент ЗАО «ВЕСТА-ДНЕПР»;
2010—2012 — первый вице-президент по финансово-экономическим и коммерческим вопросам ПАТ МНПК «ВЕСТА».;
2012—2014 — руководитель и хозяин ООО «РЕКС».

## Политическая деятельность
По результатам выборов в Верховную Раду Украины, прошедших 28 октября 2012 года, Денис Дзензерский был избран народным депутатом Украины.
С 12 декабря 2012 года — народный депутат Украины VII созыва от партии Всеукраинское объединение «Батькивщина» № 34 в избирательном списке. В Верховной Раде занимал должность секретаря комитета по вопросам финансов и банковской деятельности.
26 октября 2014 года был избран в Верховную Раду Украины VIII созыва от «Народного фронта».
1 ноября 2018 года были введены российские санкции против 322 граждан Украины, включая Дениса Дзензерского.

## Семья
Разведён. Дети: Александр и Елизавета.
14 февраля 2016 года венчался с коллегой по Раде Татьяной Донец.

## Награды и отличия
- Орден «За заслуги» ІІІ степени (2007);
- Нагрудный знак «За развитие региона» Днепропетровской облгосадминистрации (2009);
- Почётная грамота Кабинета Министров Украины (2009).
- Наградное оружие — пистолет «Glock 17» (26 июня 2014)[2].